# 国际金融中心 (重庆)

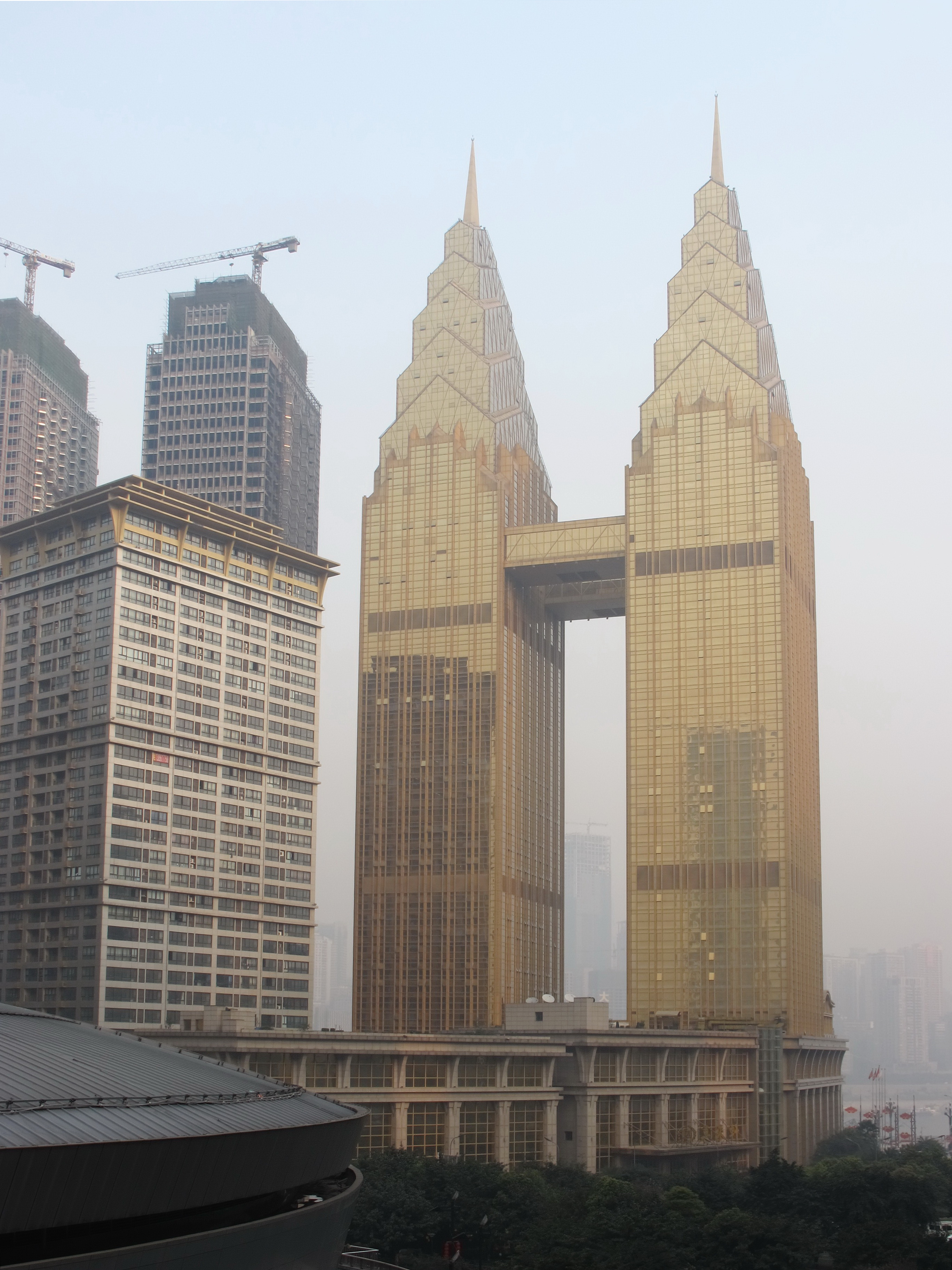

国际金融中心是位于重庆市南岸区南滨路76号的一座写字楼和住宅建筑群。建筑于2010年落成。

## 历史
该项目总建筑面积约16万平方米，218米滨江双子塔。整个项目预计总投资额为10亿元人民币。项目包含铂金五星级喜来登大酒店、国际金融大厦、国际名品商业街区和国际SOHO公寓三大部分。其中重庆喜来登酒店于2010年12月31日开业。